# Maloka BBS
Maloka BBS – pierwszy w Polsce komercyjny BBS, założony w czerwcu 1994 r. przez Stanisława Tymińskiego.
Oprócz wielu typowych usług (fora dyskusyjne, telekonferencje, czat, wysyłanie faksów, gry on-line itd.), jako pierwszy BBS w Polsce udostępniał możliwość podłączenia do sieci Internet. Maloka po raz pierwszy w Polsce używał komercyjnie na szeroką skalę systemu Linux. Serwery oraz inne urządzenia były wówczas połączone z siecią Internet łączem do Naukowej i Akademickiej Sieci Komputerowej o prędkości 9600 bitów na sekundę, które w późniejszym okresie rozbudowano do 64 kbps. BBS był fizycznie zlokalizowany na drugim poziomie podziemi warszawskiego hotelu Marriott. Oprogramowaniem obsługującym system był Major BBS firmy Galacticomm (później sprzedawany jako WorldGroup).
We wrześniu 1994 r. system doczekał się odpowiednika w Toronto w Kanadzie – Maloca BBS, który technicznie był wierną kopią warszawskiej instalacji. Dostawcą znacznej części sprzętu używanego w obu BBS-ach była kanadyjska firma Transduction, należąca do Stanisława Tymińskiego.
Maloka BBS zakończył działanie 31 lipca 1996, gdy Telekomunikacja Polska SA zaoferowała dostęp do sieci Internet taryfikowany tak samo, jak zwykłe miejscowe połączenia telefoniczne.